# Hersiliola xinjiangensis
Hersiliola xinjiangensis is een spinnensoort in de taxonomische indeling van de Hersiliidae.
Het dier behoort tot het geslacht Hersiliola. De wetenschappelijke naam van de soort werd voor het eerst geldig gepubliceerd in 1989 door Liang & Wang.